# Port Kozanów we Wrocławiu
Port Kozanów (Marina Kozanów, Caesar Wollheim, Werftanlage in Cosel) – port rzeczny na Odrze we Wrocławiu, położony w rejonie osiedla Kozanów. Przy porcie w czasach PRL znajdowała się jednostka wojsk radzieckich stacjonujących w Polsce. Port stanowił część tej bazy. Po wycofaniu wojsk radzieckich z Polski nie był użytkowany. W ostatnich latach akwatorium portu i część budynków są wykorzystywane na potrzeby przystani żeglarsko-kajakowej Klubu Żeglarskiego "Wyspy Zaczarowane" (Marina Kozanów). Terenem i portem zarządza Komenda Wojewódzka Policji we Wrocławiu.
Port, będący obecnie przystanią, powstał w miejscu stoczni Caesar Wollheim (Werftanlage in Cosel), która wybudowana została w latach 1897–1899. W porcie znajduje się jeden basen portowy.